# الثقافات الغذائية الميكروبية
الثقافات الغذائية الميكروبية (Microbial food cultures )هي عبارة عن بكتيريا حية أو خميرة أو عفن يستعمل في إنتاج الغذاء. وقد استخدمها البشر منذ العصر الحجري الحديث. حيث تقوم بإجراء عملية التخمر في المواد الغذائية.  مما يساعد في الحفاظ على الأطعمة القابلة للتلف وتحسين خصائصها الغذائية والحسية: التذوق و البصر و الشم واللمس ). اعتبارًا من عام 1995، مثلت الأطعمة المخمرة ما بين ربع وثلث الأطعمة المستهلكة في أوروبا الوسطى .  علاوة على ذلك، تم تحديد أكثر من 260 نوعًا مختلفًا من ثقافة الأغذية الميكروبية و وصفها في المنتجات الغذائية المخمرة على مستوى العالم،  مما يدل على أهميتها.
بدأ بناء الأساس العلمي لوظيفة الميكروبات في التخمير مع اكتشافات لويس باستور في النصف الثاني من القرن 19.   ولا تزال الدراسات العلمية المكثفة في توصيف الثقافات الغذائية الميكروبية المستخدمة تقليديا في تخمير الأغذية مستمرة من الناحية التصنيفية و الفسيولوجية و الكيميائية الحيوية و الوراثية . مما يسمح بفهم أفضل و تحسين معالجة الأغذية التقليدية و يفتح مجالات جديدة للتطبيق.

## لمحة تاريخية
تعتبر الكائنات الحية الدقيقة أقدم أشكال الحياة على الأرض، حيث تطورت لأول مرة منذ أكثر من ثلاثة مليارات سنة.    و اكتشف أسلافنا كيفية تسخير قوتها لصنع أطعمة جديدة،      حتى قبل أن يكونوا على دراية بالعلم وراء ما كانوا يفعلونه.
المعالم البارزة
1665 - كان كل روبرت هوك و أنطوني فان ليفينهوك اول من قام بملاحظة الكائنات الحية الدقيقة و وصفها لأول مرة. 
1857–1876— أثبت لويس باستور وظيفة الكائنات الحية الدقيقة في التخمير اللبني و الكحولي . 
1881 - عزل إميل كريستيان هانسنخميرة كارلسبيرجينسيس ، و هي ثقافة خميرة نقية، تُستخدم إلى اليوم على نطاق واسع في تخمير بيرة اللاجر . 
1889–1896— أثبت هربرت ويليام كون و فيلهين ستورش و هيرمان ويجمان أن البكتيريا مسؤولة عن تحمض الحليب وا القشدة. 
1897 - قام إدوارد فون فرودينريتش بعزل بكتيريا لاكتوباكيللوس بريفيس . 
1919—قام سيجورد أورلا جينسن بتصنيف بكتيريا حمض اللاكتيك على أساس أنماط الإستجابة الفسيولوجية للبكتيريا. 
بدءًا من سبعينيات القرن العشرين - إنتاج أولى الثقافات الصناعية المركزة، و الثقافات المجمدة أو المجففة بالتجميد ، للتلقيح المباشر للحليب المعالج ، و تحسين انتظام عمليات الإنتاج.

## وظيفة الثقافات الغذائية الميكروبية في الغذاء
الثقافات الغذائية الميكروبية تحافظ على الطعام من خلال تكوين مستقلبات مثبطة مثل الأحماض العضوية: حمض اللاكتيك ، وحمض الأسيتيك ، وحمض الفورميك ، وحمض البروبيونيك، و الإيثانول ، و البكتيريا ، وما إلى ذلك، و غالبًا ما يكون ذلك مصحوبًا بانخفاض نشاط الماء إما عن طريق التجفيف أو استخدام الملح.   علاوة على ذلك، فهي تساعد على تحسين سلامة الغذاء من خلال تثبيط مسببات الأمراض   أو إزالة المركبات السامة.  كما تعمل على تحسين القيمة الغذائية   والجودة الحسية للطعام أيضا.    
يمكن تقسيم الثقافات الغذائية الميكروبية المستخدمة في تخمير الأغذية إلى ثلاث مجموعات رئيسية: البكتيريا و الخميرة و العفن.

### البكتيريا
يمكن تقسيم الثقافات الغذائية البكتيرية إلى بادئات التخمر والبروبيوتيك .
بادئات التخمر تؤدي وظيفة تكنولوجية بشكل أساسي في تصنيع الأغذية. حيث تستخدم كمكونات غذائية في واحدة أو أكثر من مراحل عملية تصنيع الأغذية و تطوير النشاط الأيضي المطلوب أثناء عملية التخمر أو النضج. بذلك, تساهم في خاصية واحدة أو خصائص متعددة فريدة من نوعها لمادة غذائية خاصة فيما يتعلق بالطعم و النكهة و اللون و الملمس والسلامة والحفظ والقيمة الغذائية و الفوائد الصحية العامة.   
بشكل عام، البكتيريا المستخدمة في بادئات التخمر ليست هي نفسها المستخدمة في البروبيوتيك. ومع ذلك، هناك حالات يمكن فيها استخدام بكتيريا واحدة كبادئة تخمر و كبروبيوتيك.   يحاول المجتمع العلمي حاليًا تعميق فهم الأدوار التي تلعبها الميكروبات في معالجة الأغذية و صحة الإنسان.  
أهم أنواع البكتيريا المستخدمة في تصنيع الأغذية هي البكتيريا اللبنية ، والتي تنتمي إلى مجموعة بكتيريا حمض اللاكتيك . 
تعتبر الثقافات الغذائية البكتيرية مسؤولة عن رائحة و ملمس و طعم الجبن ومنتجات الحليب المخمر مثل الأيران و الزبادي ، و الدوغ ، والسكاير ، أو اليمر . حيث يساهمون في تطوير نكهة و لون المنتجات المخمرة مثل السلامي و البيبروني ولحم الخنزير المجفف. تقوم بكتيريا حمض اللاكتيك بتحويل حمض الماليك غير المستقر  الموجود بشكل طبيعي في النبيذ إلى حمض اللاكتيك المستقر. فيمنح هذا التخمر المالولاكتيكي الاستقرار الذي يميز النبيذ عالي الجودة الذي يتحسن عند التخزين. 
بكتيريا حمض اللاكتيك تُستخدم أيضًا في المكملات الغذائية باعتبارها بروبيوتيكًا يساعد على استعادة التوازن في الكائنات الحية المعوية البشرية. 

### الخميرة
الخميرة الأكثر شيوعًا في إنتاج الغذاء هي خميرة البيرة( Saccharomyces cerevisiae )، التي استخدمت في التخمير و الخبز لآلاف السنين.[بحاجة لمصدر]</link>
تتغذى خميرة البيرة على السكريات الموجودة في عجينة الخبز و تنتج غاز ثاني أكسيد الكربون . وبالتالي تساعد في تكوين فقاعات داخل العجين، مما يؤدي إلى تمدده و ارتفاع الخبز.
يتم استخدام أنواع مختلفة من الخميرة في تخمر البيرة، حيث تقوم بتخمير السكريات الموجودة في الشعير المملح لإنتاج الكحول .  أحد أكثر الأنواع شيوعًا هي نفسها خميرة البيرة التي تستعمل أيضًا في صناعة الخبز لصنع أنواع البيرة المختلفة . وهي معروفة بإسم خميرة التخمير العلوية لأنها تخلق رغوة على سطح المشروب. بينما تُستخدم الخميرة المخمرة في القاع ، خميرة سكارومايسس باستوريانوسك بشكل أكثر شيوعًا لصنع البيرة .  إنها تخمر كمية أكبر من السكريات الموجودة في الخليط مقارنة بالخميرة المخمرة من الأعلى ، مما يعطي طعمًا أنظف.
يتم تكوين الكحول في النبيذ عن طريق تخمير السكريات الموجودة في عصير العنب، مع ثاني أكسيد الكربون كمنتج ثانوي . تتواجد الخميرة بشكل طبيعي على قشور العنب، و هذا وحده قد يكون كافياً لتخمير السكريات و تحويلها إلى كحول. يتم عادةً إضافة ثقافة الخميرة النقية، غالبًا خميرة البيرة ، لضمان موثوقية التخمر.  تتواجد ثقافات الخميرة الأخرى مثل البيتشيا(Pichia )وتوغولاسبورا( Torulaspora) و الكلويفيرميكس( Kluyveromyces) بشكل طبيعي أو تضاف لخلق نكهات خاصة في النبيذ. أما النبيذ الفوار ، بما في ذلك الشمبانيا ، فيتم تصنيعه عن طريق إضافة كمية إضافية من الخميرة إلى النبيذ عندما يتم تعبئته. فيتم حبس ثاني أكسيد الكربون المتكون في عملية التخمر الثانية على شكل فقاعات. 
تُستخدم الخميرة أيضًا لإنتاج منتجات لبن الكفير ،  و الأجبان الناضجة شبه الناعمة و مشروبات الصويا المخمرة. 

### العفن
هنالك ثلاثة أنواع رئيسية من الجبن تعتمد على العفن نظرا لخصائصه المميزة: الجبن الأزرق ، و الجبن الناضج الطري مثل الكاممبير والبري ، و الجبن المغسول بالقشرة مثل الإبواس والتاليجيو .
فلصنع الجبن الأزرق، يتم معالجة الجبن باستخدام عفن: پنيسيليوم روكفورتى بينما لا يزال في شكل اللبن الرائب المضغوط بشكل فضفاض. عندما ينضج الجبن، ينمو العفن، مما يؤدي إلى ظهور عروق زرقاء داخله و التي تعطي ذلك الجبن نكهته المميزة. تشمل الأمثلة جبن ستيلتون، و روكفور ، و جورجونزولا . 
يتم تصنيع الجبن الناضج الطري مثل جبن البري و الكاممبرت عن طريق السماح لبكتيريا بنسيليوم كاممبرتى بالنمو على سطحه الخارجي، مما يؤدي إلى نضجه من الخارج إلى الداخل. فيشكل العفن قشرة بيضاء ناعمة، و يصبح الجزء الداخلي سائلاً بنكهة قوية. 
ينضج الجبن ذو القشرة المغسولة مثل ليمبورجر أيضًا من الداخل، حيث يتم غسلها بالمحلول الملحي و مكونات أخرى مثل البيرة والنبيذ التي تحتوي على العفن. وهذا يجعلها أيضًا جذابة للبكتيريا، التي تضيف إلى النكهة. 
تقليديا، يتم تطعيم النقانق بالعفن باستخدام الكائنات الحية الأصلية للمذابح. يمكن استخدام أنواع مختلفة من العفن مثل P. chrysogenum و P. nalgiovense ) لإنضاج أسطح النقانق. حيث تعمل ثقافات العفن على تطوير الرائحة الجيدة و تحسين ملمس النقانق. إضافة إلى ءلك، فإنها تقصر فترة النضج و الحفاظ على الجودة الطبيعية. مما يؤدي إلى إطالة مدة صلاحية منتجات اللحوم.   
في الماضي، كانت تصنع صلصة الصويا عن طريق خلط فول الصويا و الحبوب الأخرى مع عفن الرشاشية الأوريزيه أو صوجا الاسبيرغيلوس و الخميرة. ثم يترك هذا الخليط ليتخمر في الشمس.  اليوم يتم تصنيعها في ظل ظروف خاضعة للرقابة. و تضم المكونات الأساسية للنكهة التي تشكلت في هذه العملية: أملاح حمض الجلوتاميك الأميني ، و خاصة حمض الجلوتاميك أحادي الصوديوم . 

## إنتاج الثقافات الغذائية الميكروبية
تتم إجراءات الإنتاج الصناعي لثقافات الأغذية الميكروبية بعد عملية اختيار دقيقة و في ظل ظروف خاضعة لرقابة صارمة جدا. أولاً، يقوم مختبر علم الأحياء الدقيقة، الذي فيه تحفظ السلالات الأصلية، بإعداد مادة التلقيح ، وهي عبارة عن كمية صغيرة من الميكروبات من سلالة نقية واحدة. بعد ذلك، تضاعف مادة التلقيح و نموها إما في المخمر السائل أو على السطح الصلب في ظل ظروف محددة و مراقبة. ثم تحصد الخلايا المزروعة من الثقافة النقية، و تمزج بعد ذلك مع الثقافات الأخرى، وأخيرا يتم حفظها للنقل و التخزين اللاحق. تباع في صورة سائلة أو مجمدة أو مجففة بالتجميد . 
هناك طريقة أخرى تقليدية لبدء تخمير الطعام تسمى عادةً بالتخمر التلقائي. تأتي الثقافات من الحليب الخام ، أي ذلك الذي لم يخضع لأي معالجة صحية أو من إعادة استخدام جزء من الإنتاج السابق أو الارتداد العكسي.  لأإن تكوين هذه الثقافات معقد و متغير للغاية.  فاستخدام مثل هذه التقنيات يتناقص باطراد في البلدان المتقدمة. حتى أن بعضهاةتحظر تقنية الإرجاع إلى الخلف بسبب "احتمالية تضخيم أحمال مسببات الأمراض إلى مستويات خطيرة للغاية". 

## البروتينات الميكروبية
يمكن إنشاء البروتينات الميكروبية (MP) باستخدام الطحالب الدقيقة و البكتيريا و الخميرة والفطريات الدقيقة أيضا. 
تتضمن أمثلة منتجات MP التجارية المتاحة بالفعل التالي:
- قورن [63] [64]
- سولين من شركة سولار فودز[65]

يمكن أن تحل محل اللحوم و الأعلاف، مما يخفف من التأثيرات البيئية للحوم وغيرها من المنتجات الحيوانية .  كما يمكنها أن يحل محل مكملات البروتين الحيوانية أيضا. 
و يعمل الباحثون على تحسين الاستدامة و الاقتصاد في إنتاج البروتينات الميكروبية و على حل التحديات في توسيع نطاق الإنتاج الصناعي.

## الجوانب البيئية و الأمن الغذائي و الكفاءة
توصلت إحدى الدراسات إلى أن إنتاج الأغذية الميكروبية باستخدام الطاقة الشمسية من خلال تقنية إلتقاط الهواء المباشر يتفوق بشكل كبير على الزراعة الزراعية للمحاصيل الأساسية من حيث استخدام الأراضي . إضافة إلى ذلك، فإن زراعة مثل هذا الغذاء عن طريق الهواء ينتج 10 أضعاف كمية البروتين و سعرات حرارية أكثر على الأقل من زراعة فول الصويا بنفس مساحة الأرض.   
أظهرت دراسة تكميلية لبحوث تقييم دورة الحياة انخفاضًا كبيرًا في إزالة الغابات (56٪) و التخفيف من تغير المناخ إذا20% من لحوم البقر للفرد تم استبدالها بالبروتينات الميكروبية بحلول 2050.
يمكن أن يحل البروتين أحادي الخلية (SCP) محل الأعلاف البروتينية التقليدية. خاصة أن نقص الأراضي و الكوارث البيئية مثل الجفاف أو الفيضانات لا تشكل عقبة أمام إنتاج المبيدات الحشرية و الفطرية.  </link>

## الجوانب المتعلقة بالسلامة و التنظيم
تعتبر الثقافات الغذائية الميكروبية من مكونات الأغذية التقليدية و يسمح باستخدامها في إنتاج المواد الغذائية في جميع أنحاء العالم بموجب قوانين الأغذية العامة.
تباع الثقافات الغذائية الميكروبية المتاحة تجاريا كمستحضرات، و هي تركيبات تتكون من مركزات من نوع أو أكثر من الأنواع الميكروبية و السلالات بما في ذلك مكونات الوسائط غير القابلة للتجنب التي تنتقل من عملية التخمر و المكونات الضرورية لبقائها و تخزينها و توحيدها و تسهيل تطبيقها في عملية إنتاج الغذاء.
تعتمد سلامة الثقافات الغذائية الميكروبية، على خصائصها و استخداماتها، على مستويات الجنس أو النوع أو السلالة.

### الكائنات الحية الدقيقة ذات التاريخ الموثق للاستخدام الآمن في الغناء
أول جرد غير شامل للكائنات الحية الدقيقة ذات التاريخ الموثق للاستخدام في الغذاء تم تجميعه لأول مرة في عام 2001 من قبل الاتحاد الدولي للألبان (IDF) و الجمعية الأوروبية لثقافات الأغذية والأعلاف (EFFCA) . 
تم تحديث هذا الجرد في 2012، و هو يغطي حاليا مجموعة واسعة من تطبيقات الأغذية بما في ذلك منتجات الألبان و الأسماك و اللحوم و المشروبات والخل. و يتضمن تصنيفًا منقحًا للكائنات الحية الدقيقة. 

### الولايات المتحدة
في الولايات المتحدة الأمريكية، تنظم الثقافات الغذائية الميكروبية بموجب قانون الغذاء و الدواء و مستحضرات التجميل . القسم 409 من تعديل المواد المضافة للأغذية لعام 1958 للقانون،  يعفي من تعريف المواد المضافة للأغذية تلك التي يعترف بها الخبراء عمومًا على أنها آمنة ( GRAS ) في ظل ظروف استخدامها المقصود. و لا تتطلب هذه المواد موافقة مسبقة للتسويق من قبل إدارة الغذاء و الدواء الأمريكية . 
نظرًا لوجود طرق مختلفة للحصول على حالة GRAS لثقافات الأغذية الميكروبية، لا توجد قائمة شاملة لهذه الأخيرة تتمتع بحالة GRAS في الولايات المتحدة.  

### الاتحاد الأوروبي
في الاتحاد الأوروبي ، الثقافات الغذائية الميكروبية تعتبر مكونات غذائية و تخضع للتنظيم بموجب اللائحة 178/2002،  و التي يشار إليها عادة باسم قانون الأغذية العامة. 
منذ عام 2007، تحتفظ هيئة سلامة الأغذية الأوروبية (EFSA) بقائمة من الكائنات الحية الدقيقة التي تتمتع بافتراض السلامة المؤهل (QPS).  و تغطي هذه القائمة عددًا محدودًا فقط من الكائنات الحية الدقيقة، و التي تمت إحالتها إلى هيئة السلامة لتقييم سلامتها.   التي تعتبر كأداة تقييم داخلية للكائنات الحية الدقيقة المستخدمة في سلسلة إنتاج الأغذية مثلا: مزارع الأعلاف، و مصانع الخلايا التي تنتج الإنزيمات أو الإضافات، وحماية النباتات، التي تحتاج إلى تقييم من قبل اللجان العلمية التابعة للهيئة الأوروبية لسلامة الأغذية قبل تسويقها في الاتحاد الأوروبي. ومع ذلك، تعتبر الثقافات الغذائية الميكروبية التي لها تاريخ طويل من الاستخدام الآمن مكونات غذائية تقليدية و مسموح بها قانونًا للاستعمال في الأغذية البشرية دون تقييم من هيئة سلامة الأغذية الأوروبية.

#### الدنمارك
في الفترة من 1974 إلى 2010، اشترطت الدنمارك الحصول على موافقة مسبقة على الثقافات الميكروبية للأغذية. و القائمة التي تحتوي الثقافات الموافق عليها متوفرة على موقع إدارة الأغذية والأدوية البيطرية الدنماركية.
في عام 2010، تغيرت اللائحة. إضافة إلى ذلك، لم تعد هناك حاجة إلى الموافقة و لكن يجب إرسال إشعار إلى إدارة الطب البيطري و الأغذية.